# Canottaggio ai Giochi della XVIII Olimpiade - Due senza maschile
La competizione del due senza maschile dei Giochi della XVIII Olimpiade si è svolta dall'11 al 15 ottobre 1964 nel bacino del Lago Sagami a Sagamihara.

## Programma
| Data            | Round      | Note                                                 |
| --------------- | ---------- | ---------------------------------------------------- |
| 11 ottobre 1964 | 3 Batterie | I vincitori in finale A. I restanti ai recuperi.     |
| 12 ottobre 1964 | 3 Recuperi | I vincitori in finale A, secondi e terzi in finale B |
| 14 ottobre 1964 | Finale B   |                                                      |
| 15 ottobre 1964 | Finale A   |                                                      |

## Risultati

### Batterie
| Pos. | Nazione     | Atleti                         | Tempo   |
| ---- | ----------- | ------------------------------ | ------- |
| 1    | Paesi Bassi | Steven Blaisse Ernst Veenemans | 7'21"03 |
| 2    | Svizzera    | Peter Bolliger Nicolas Gobet   | 7'26"18 |
| 3    | Australia   | Roger Ninham Bob Shirlaw       | 7'32"75 |
| 4    | Stati Uniti | James Edmonds Tony Johnson     | 7'33"89 |
| 5    | Giappone    | Takao Kogo Norimasa Kurosaki   | 7'48"15 |

| Pos. | Nazione          | Atleti                                   | Tempo   |
| ---- | ---------------- | ---------------------------------------- | ------- |
| 1    | Canada           | George Hungerford Roger Jackson          | 7'19"78 |
| 2    | Danimarca        | Peter Fich Christiansen Hans Jørgen Boye | 7'22"01 |
| 3    | Argentina        | Carlos Montaldo Ricardo Durán            | 7'30"76 |
| 4    | Unione Sovietica | Oleg Golovanov Valentin Borejko          | 7'37"35 |
| -    | Finlandia        | Toimi Pitkänen Veli Lehtelä              | DNF     |

| Pos. | Nazione       | Atleti                                  | Tempo   |
| ---- | ------------- | --------------------------------------- | ------- |
| 1    | Germania      | Michael Schwan Wolfgang Hottenrott      | 7'20"18 |
| 2    | Gran Bretagna | David Lee Nicholson Stewart Farquharson | 7'30"34 |
| 3    | Uruguay       | Mariano Caulín Gustavo Pérez            | 7'43"79 |
| 4    | Polonia       | Czesław Nawrot Alfons Ślusarski         | 7'47"02 |

### Recuperi
| Pos. | Nazione          | Atleti                          | Tempo   |
| ---- | ---------------- | ------------------------------- | ------- |
| 1    | Finlandia        | Toimi Pitkänen Veli Lehtelä     | 7'29"03 |
| 2    | Svizzera         | Peter Bolliger Nicolas Gobet    | 7'34"23 |
| 3    | Uruguay          | Mariano Caulín Gustavo Pérez    | 7'39"43 |
| 4    | Unione Sovietica | Oleg Golovanov Valentin Borejko | 7'42"54 |

| Pos. | Nazione   | Atleti                                   | Tempo   |
| ---- | --------- | ---------------------------------------- | ------- |
| 1    | Danimarca | Peter Fich Christiansen Hans Jørgen Boye | 7'31"11 |
| 2    | Polonia   | Czesław Nawrot Alfons Ślusarski          | 7'35"82 |
| 3    | Australia | Roger Ninham Bob Shirlaw                 | 7'39"18 |

| Pos. | Nazione       | Atleti                                  | Tempo   |
| ---- | ------------- | --------------------------------------- | ------- |
| 1    | Gran Bretagna | David Lee Nicholson Stewart Farquharson | 7'28"30 |
| 2    | Stati Uniti   | James Edmonds Tony Johnson              | 7'30"84 |
| 3    | Argentina     | Carlos Montaldo Ricardo Durán           | 7'42"23 |
| 4    | Giappone      | Takao Kogo Norimasa Kurosaki            | 7'54"53 |

### Finale B
| Pos. | Nazione     | Atleti                          | Tempo   |
| ---- | ----------- | ------------------------------- | ------- |
| 7    | Svizzera    | Peter Bolliger Nicolas Gobet    | 7'05"71 |
| 8    | Polonia     | Czesław Nawrot Alfons Ślusarski | 7'08"38 |
| 9    | Australia   | Roger Ninham Bob Shirlaw        | 7'12"18 |
| 10   | Stati Uniti | James Edmonds Tony Johnson      | 7'15"04 |
| -    | Argentina   | Carlos Montaldo Ricardo Durán   | NP      |
| -    | Uruguay     | Mariano Caulín Gustavo Pérez    | NP      |

### Finale A
| Pos.    | Nazione       | Atleti                                   | Tempo   |
| ------- | ------------- | ---------------------------------------- | ------- |
| Oro     | Canada        | George Hungerford Roger Jackson          | 7'32"94 |
| Argento | Paesi Bassi   | Steven Blaisse Ernst Veenemans           | 7'33"40 |
| Bronzo  | Germania      | Michael Schwan Wolfgang Hottenrott       | 7'38"63 |
| 4       | Gran Bretagna | David Lee Nicholson Stewart Farquharson  | 7'42"00 |
| 5       | Danimarca     | Peter Fich Christiansen Hans Jørgen Boye | 7'48"13 |
| 6       | Finlandia     | Toimi Pitkänen Veli Lehtelä              | 8'05"74 |